# La Belle Vie (chanson)
Pour les articles homonymes, voir La Belle Vie.
La Belle Vie est une chanson dont le thème a été composé par Sacha Distel en 1962 sous le titre Marina.
Elle devient un standard de jazz en 1963 lorsque le chanteur américain Tony Bennett l'enregistre sous le titre The Good Life, avec un texte en anglais de Jack Reardon. Sacha Distel l'enregistre alors à son tour en français, sur des paroles de Jean Broussolle.

## Origine
Sacha Distel compose ce thème pour illustrer L'Orgueil, un tableau de Roger Vadim dans le film à sketches Les Sept Péchés capitaux sorti en 1962. Sacha Distel intitule ce morceau Marina. Ils le transmettent ensuite à Duke Niles, correspondant américain de son oncle Ray Ventura et producteur chez Capitol Records.
Duke Niles confie à Jack Reardon l'écriture des paroles, et propose la chanson à Tony Bennett sous le titre The Good Life. Avec ce single, Bennett obtient un succès rapide dans les classements américains (18e au Billboard Hot 100) et anglais (27e au UK Singles Chart) en 1963.
The Good Life est devenue l'une des références de Bennett, utilisée comme titre de son autobiographie en 1998. Elle est reprise dans ses récents albums (MTV Unplugged : Tony Bennett en 1994 et Duets : An American Classic en duo avec Billy Joel, en 2006). Il continue à la chanter régulièrement lors de ses concerts.
Les paroles de la version française ont été écrites par Jean Broussolle en 1963, pour une interprétation par Sacha Distel.

## La chanson
Le texte anglais de Jack Reardon vante la vie facile : « La belle vie, faite de plaisirs, semble être l'idéal ». Mais prévient que l'amour durable ne saurait être vécu ainsi : « Tu ne seras pas vraiment amoureux si tu ne prends aucun risque, sois franc envers toi-même, ne fais pas semblant avec l'amour ».
Les paroles en français traduisent le même propos, mais de façon plus imagée et moins moralisatrice : « Oui, la belle vie, on s'enlace, on est triste, et l'on traîne ».

## The Good Life: versions enregistrées
- Tony Bennett (1963)
- Betty Carter (1963)
- Sarah Vaughan (1963)
- Frank Sinatra (1964)
- Nancy Wilson (1964)
- Bobby Darin (1965)
- The Drifters (1965)
- Sammy Davis, Jr. (1966)
- Dionne Warwick (1966)
- Ann-Margret (1966)
- Lou Donaldson (1967)
- Sacha Distel (1968)
- Petula Clark (1968)
- Carmen McRae (1972)
- Sacha Distel et Dionne Warwick (2004)
- Marie Fredriksson (2004)
- Ray Charles
- Ray Brown
- Duke Ellington
- Stéphane Grappelli
- Jack Jones
- Shirley Horn
- Ahmad Jamal
- Biréli Lagrène (album To Bi Or Not To Bi, 2006)
- Joe Locke
- Julie London
- Térez Montcalm, (album Quand on s'aime)
- Matt Monro
- Don Patterson
- Dee Dee Bridgewater (album J'ai Deux Amours (album) (en), 2005)
- Oscar Peterson
- Sonny Stitt
- Neil Hannon
- Roch Voisine / Dany Brillant / Damien Sargue (album Forever Gentlemen, 2013)
- Marc Thomas Quartet (album Pardon My French, 2014)
- Lana Del Rey (2014)

## Dans la culture

### Au cinéma
Sauf indication contraire ou complémentaire, les informations mentionnées dans cette section proviennent du générique de fin de l'œuvre audiovisuelle présentée ici.
- 2000 : Gangster No. 1 - version de Neil Hannon[6] ;
- 2003 : Les Associés - version de Bobby Darin[7].
- 2006 : Célibataires - version de Sacha Distel, interprétée par Guillaume Depardieu, pour le générique de fin
- 2006 : Camping - version de Sacha Distel
- 2014 : La Ritournelle de Marc Fitoussi - versions de Julie London et de The Drifters
- 2016 : Five - version de Sacha Distel

### Dans la publicité
- 2007 : The Goodlife Recipe (en) - marque américaine d'aliments pour chiens et chats ;
- 2008 : Une version chantée par Julie London a servi dans le spot de British Airways pour la promotion du nouveau terminal 5 de l'aéroport de Londres Heathrow[8].
- 2017 : à l'occasion du nouveau "Pack Open" d'Orange[9].
- 2023 : La Poste utilise la version de Sacha Distel dans son spot sur les services à destination des ainés.

### A la télévision
- 2007 : Une princesse à marier (Der Butler und die Prinzessin) - version interprétée par Frank Sinatra
- 2016 : Section Zéro - version de Sacha Distel
- 2017 : Mr. Mercedes (série télévisée), saison 1, épisode 3 - version de The Drifters
- 2018 : Il Miracolo (série télévisée), saison 1, épisode 5 - version de Matt Monro
- 2019 : Tout contre elle - version de Sacha Distel